# Jorge Sepúlveda

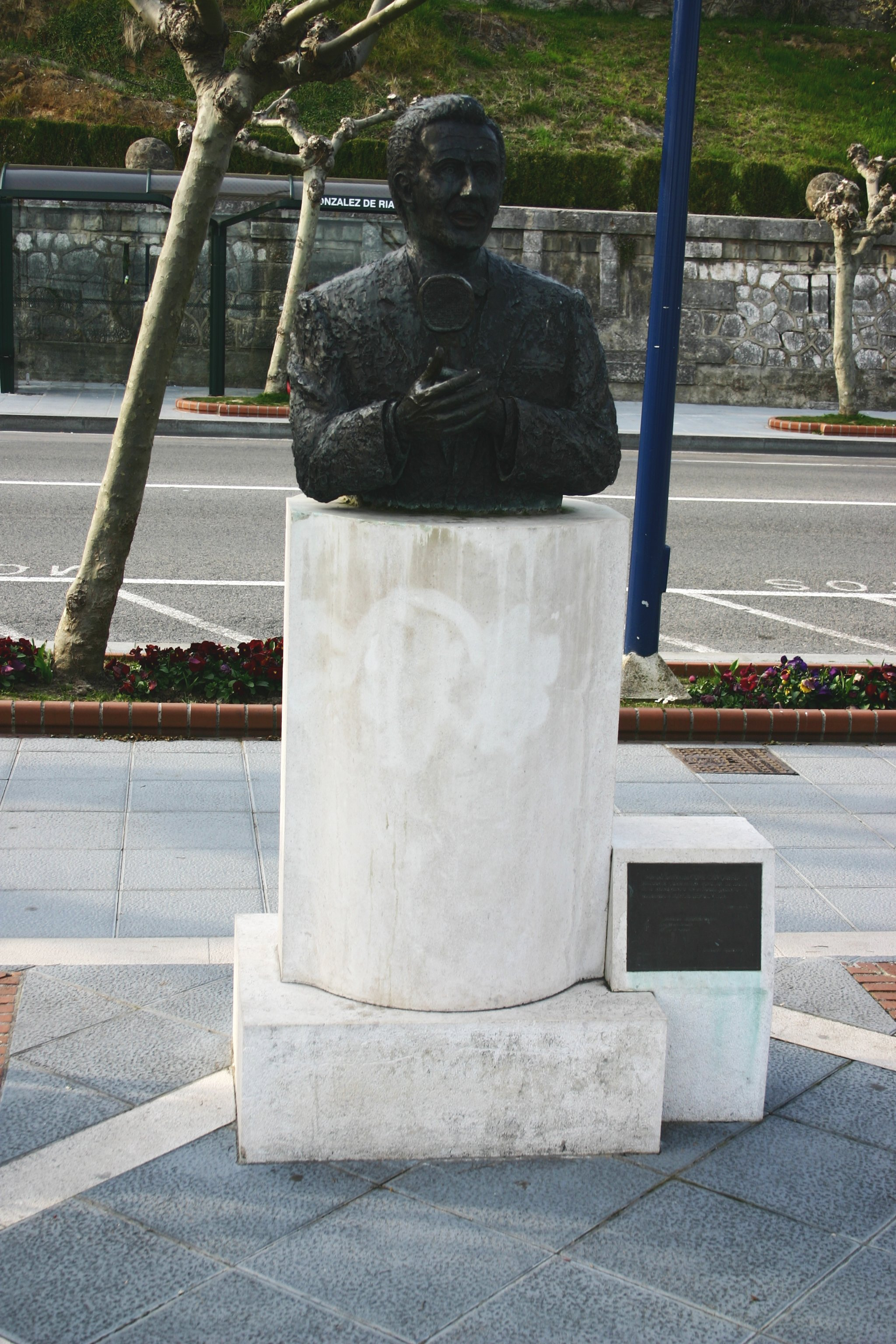
Monument a Jorge Sepúlveda Santander (Cantàbria)

Jorge Sepúlveda, nom artístic de Luis Sancho Monleón (València, 1917 - Palma, 16 de juny del 1983), va ser un cantant valencià en castellà de boleros i pasdobles. Era militar mutilat del bàndol republicà, on va servir durant la guerra civil, amb el grau de sergent. El zenit de la seva popularitat artística va ser a les dècades dels anys 40 i 50 del segle xx, en què va col·laborar amb Bonet de San Pedro. Cap la dècada dels 60, la seva carrera es va apagar, doncs la joventut preferia ritmes, i cançons mès modernes, deixant els boleros al calaix.

## Cançons
- Abrázame así
- Adiós
- A escondidas
- Allí
- Bajo el cielo de Palma
- Boca embustera
- Campanitas de la aldea
- Cerezo rosa
- Cocktail de amor
- Como a ti
- Cuando tu no estás
- Desilusión
- Dos cruces
- El mar y tú
- En un pueblecito
- España de mi amores
- Fiesta en la caleta
- La noche que te conocí
- Limosna de amor
- Madrid brujo
- Malvarrosa
- María Dolores
- Mi bella tierruca
- Mi casita de papel
- Mirando al mar
- Monasterio de Santa Clara
- Monísima
- Muy joven para amar
- No te puedo querer
- Para tí nomás
- Piedad
- Porqué te conocí
- Qué bonita es Barcelona
- Quiero llevarme tu amor
- Recuerdo pampero
- Santa Cruz
- Siete lunas
- Silbar en invierno
- Sombra de Rebeca
- Tres veces guapa
- Santander
- Una casa portuguesa
- Viejo tango